# 314P/Montani
314P/Montani, komet Jupiterove obitelji